# Rosiclare
Rosiclare és una ciutat dels Estats Units a l'estat d'Illinois. Segons el cens del 2000 tenia 1.213 habitants.

## Demografia
Segons el cens del 2000, Rosiclare tenia 1.213 habitants, 512 habitatges, i 328 famílies. La densitat de població era de 215,8 habitants/km².
Dels 512 habitatges en un 29,3% hi vivien nens de menys de 18 anys, en un 50,2% hi vivien parelles casades, en un 11,5% dones solteres, i en un 35,9% no eren unitats familiars. En el 32,2% dels habitatges hi vivien persones soles el 18,2% de les quals corresponia a persones de 65 anys o més que vivien soles. El nombre mitjà de persones vivint en cada habitatge era de 2,23 i el nombre mitjà de persones que vivien en cada família era de 2,82.
Per edats la població es repartia de la següent manera: un 21,4% tenia menys de 18 anys, un 8,5% entre 18 i 24, un 23,8% entre 25 i 44, un 23% de 45 a 60 i un 23,3% 65 anys o més.
L'edat mediana era de 42 anys. Per cada 100 dones de 18 o més anys hi havia 82,1 homes.
La renda mediana per habitatge era de 22.600 $ i la renda mediana per família de 32.279 $. Els homes tenien una renda mediana de 26.429 $ mentre que les dones 15.417 $. La renda per capita de la població era de 15.398 $. Aproximadament el 17,6% de les famílies i el 22,5% de la població estaven per davall del llindar de pobresa.

## Poblacions properes
El següent diagrama mostra les poblacions més properes.